# Tenagogonus
Tenagogonus is een geslacht van wantsen uit de familie van de Gerridae (schaatsenrijders). Het geslacht werd voor het eerst wetenschappelijk beschreven door Carl Stål in 1854.

## Soorten
Het genus bevat de volgende soorten:

- Tenagogonus akanthinos Chen & Nieser, 1992
- Tenagogonus albovittatus Stål, 1855
- Tenagogonus aruli Jehamalar & Chandra, 2020
- Tenagogonus australiensis Andersen & Weir, 1997
- Tenagogonus bergrothi Hungerford & Matsuda, 1958
- Tenagogonus celocis Drake & Harris, 1931
- Tenagogonus ceylonensis Hungerford & Matsuda, 1962
- Tenagogonus curvatus Zettel, 2014
- Tenagogonus divergens Hungerford & Matsuda, 1958
- Tenagogonus dubius Poisson, 1940
- Tenagogonus fijiensis Hungerford & Matsuda, 1958
- Tenagogonus kampaspe (Kirkaldy, 1900)
- Tenagogonus kuiterti Hungerford & Matsuda, 1958
- Tenagogonus maai Hungerford & Matsuda, 1962
- Tenagogonus madagascariensis Hoberlandt, 1947
- Tenagogonus matsudai Miyamoto, 1967
- Tenagogonus nicobarensis Andersen, 1964
- Tenagogonus pravipes Bergroth, 1915
- Tenagogonus valentinei Hungerford & Matsuda, 1961
- Tenagogonus venkataramani Jehamalar & Chandra, 2013
- Tenagogonus zambezinus (Poisson, 1934)